# Heroldingen
Heroldingen (Rieser-schwäbisch „Heddldenga“) ist ein Gemeindeteil der Stadt Harburg im Landkreis Donau-Ries (Regierungsbezirk Schwaben, Bayern). Zur Gemarkung gehören auch die Einöden Brennhof und Tiefenmühle. In Heroldingen befindet sich das Museum Der Zehentstadel.

## Geographie
Das Pfarrdorf Heroldingen liegt nordwestlich von Harburg im Nördlinger Ries knapp westlich des Kraterrandes. Westlich umfließt die Wörnitz den Ort, die dort von Norden kommend einen Knick nach Südosten macht. Knapp westlich von Heroldingen mündet die von Westen kommende Eger in die Wörnitz. Der Brennhof liegt östlich von Heroldingen im Hügelland der Fränkischen Alb.
Westlich von Heroldingen führt die von Norden nach Süden verlaufende Staatsstraße St 2221 von Oettingen in Bayern nach Hoppingen vorbei. Die Kreisstraße DON 37 verlässt die Staatsstraße St 2221 bei Heroldingen und führt weiter über Katzenstein nach Ronheim.

## Geschichte

### Vorrömische Zeit und Antike
Östlich von Heroldingen auf einer Anhöhe von 523 m ü. NHN befand sich eine Ringwallanlage der frühen Hallstattzeit. Weitere Nachweise für die Besiedelung in verschiedenen Perioden der Vorgeschichte in Form von Wohnstätten und Gräbern wurden bei Ausgrabungen zwischen 1926 und 1928 in der Ebene der Wörnitz nordwestlich von Heroldingen lokalisiert.
In der römischen Antike führte eine Römerstraße von Großsorheim über Heroldingen nach Munningen zum Kastell Losodica. Bei archäologischen Grabungen fand man Pfähle einer Brücke, die ein Teil dieser Straße war.

### Mittelalter und Frühe Neuzeit
Nach Vertreibung der Römer gründete vermutlich ein Alamanne Herigolt eine Niederlassung, die sich im Laufe der Zeit zu dem noch vor einigen Jahrhunderten  „Hergoldingen“, jetzt Heroldingen genannten Dorf entwickelte. Die älteste Urkunde, in der dieses Dorf erwähnt wird, stammt aus dem Jahre 1193. Diese nennt unter den Zeugen einer Verhandlung einen „Rumholt“ und einen „Otto de Hergoltingen“.
Das Patronat über die Kirche St. Martin hatten um 1300 die Herren von Lierheim, die es im Jahr 1330 dem Kloster Zimmern schenkten. Nach der Säkularisierung des Klosters folgten die Grafen zu Oettingen-Oettingen, die im Jahr 1539 die Reformation einführten. Während des Schmalkaldischen Krieges zerstörten kaiserliche Truppen 1546 die Kirche und das Pfarrhaus. Von der alten Kirche St. Martin ist nur der untere Teil des Turmes erhalten. Der gegenwärtige Bau stammt aus dem Jahr 1849.

### Eingemeindung
Heroldingen war mit dem Brennhof und der Tiefenmühle eine Gemeinde im Landkreis Nördlingen. Im Zuge der Gebietsreform in Bayern wurde am 1. Januar 1972 die Gemeinde Schrattenhofen eingemeindet. Am 1. Juli 1972 wurde Heroldingen in den Landkreis Nördlingen-Donauwörth, seit dem 1. Mai 1973 Landkreis Donau-Ries, eingegliedert. Am 1. Mai 1978 erfolgte die Eingemeindung in die Stadt Harburg (Schwaben).

## Baudenkmäler
Siehe: Liste der Baudenkmäler in Heroldingen

## Religion
Die evangelische Pfarrei Sankt Martin in Heroldingen gehört zum Dekanat Donauwörth im Kirchenkreis Augsburg. Zur Pfarrei gehören auch der Brennhof, Katzenstein, Schrattenhofen, Tiefenmühle und Hoppingen. Die Katholiken von Heroldingen gehören zur Pfarrei Mutterschaft Mariens in Hoppingen.

## Persönlichkeiten
- Georg Parsimonius (auch Georg Karg) (* um 1512 in Heroldingen; † 1576 in Ansbach), evangelischer Theologe, Reformator und Konfessionalist
- Otto Friedrich Hörner (* 6. Januar 1746 in Heroldingen; † 28. Dezember 1781 in Augsburg), deutscher lutherischer Theologe, Diakon und Schriftsteller.